# Thorn (företag)
Thorn (Thorn Svenska AB) är ett företag som är verksamt inom konsumentkrediter och hemelektronik, främst på avbetalning. Bolagets försäljning sker via webben och telefon. Företaget ägs av den danska 3C Retail A/S-koncernen. I Sverige arbetar bolaget med flera varumärken, bland annat Thorn Privatfinans och L'EASY. Den svenska verksamheten med huvudkontor i Solna har ett 30-tal anställda, omsätter knappt 200 MSEK/år och har en balansomslutning på ca 600 MSEK. Verkställande direktör är Jonas Vestlund.

## Historia
På 1930-talet fick österrikaren Jules Thorn idén att hyra ut radioapparater. Konceptet utvecklades sedermera till hundratals butiker i England och resten av världen. Thorn kom till Sverige 1970. 
Thorn var under 1980- och 1990-talen en rikstäckande butikskedja och ett av de stora företagen inom uthyrning av konsumentelektronik, framför allt TV-apparater. Bolaget hette under en period Thorn Hyr-TV. Uthyrningsverksamheten har numera[när?] avvecklats.
2006 förvärvades Thorns svenska och norska verksamheter av det danska företaget Leasy, som senare bytt namn till Retail A/S.